# Mnoungou
Mnoungou är en ort i Komorerna.   Den ligger i distriktet Grande Comore, i den nordvästra delen av landet, 24 km nordost om huvudstaden Moroni. Mnoungou ligger 515 meter över havet och antalet invånare är 1 013. Den ligger på ön Grande Comore.
Terrängen runt Mnoungou är varierad. Havet är nära Mnoungou österut.  Närmaste större samhälle är Mbéni, 1,9 km norr om Mnoungou. 